# Dalaröleden
Dalaröleden är en farled i Stockholms skärgård. Den går parallellt med Landsortsleden från fyren Långgarn via Dalarö skans, Dalarö, mellan Smådalarö och Edesön, genom Östra Stendörren och förbi Grönö till Kofotsgrund i Nämdöfjärden där den åter går ihop med Landsortsleden.